# Préfecture de Dalaba
La préfecture de Dalaba est une subdivision administrative de la région de Mamou, en Guinée. Le chef-lieu est la ville de Dalaba.

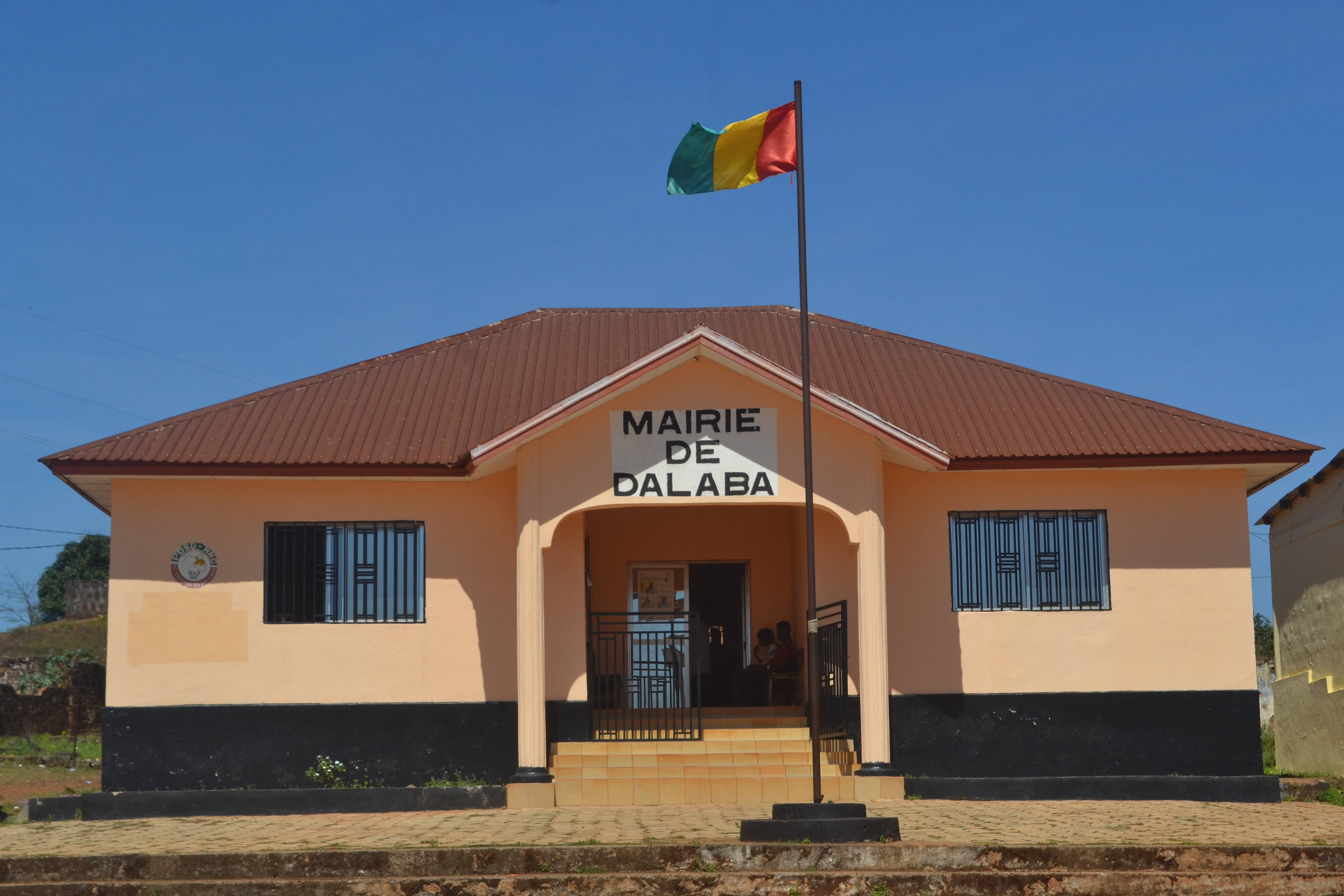
Mairie de Dalaba

## Subdivision administrative
La préfecture de Dalaba est subdivisée en onze (11) sous-préfectures: Dalaba-Centre, Bodié, Ditinn, Kaala, Kankalabé, Kébali, Koba, Mafara, Mitty, Mombéyah et Kourou.

## Population
En 2016, le nombre d'habitants de la préfecture a été estimé à 142 880, selon une extrapolation officielle du recensement de 2014 qui en avait dénombré 133 677.

## Politique
| Nom                      | Date d'entrée     | Date de sortie    | Fonction                     |
| ------------------------ | ----------------- | ----------------- | ---------------------------- |
| Mamadou Bella Doumbouya  | 4 octobre 1958    | 21 septembre 1959 | Commandant de région         |
| Samba Lamine Traoré      | 2 septembre 1959  | 7 juillet 1961    | Commandant de région         |
| Diomba Mara              | 7 juillet 1961    | 4 février 1964    | Commandant de région         |
| Moussa Sandiana Camara   | 4 février 1964    | 4 juillet 1966    | Gouverneur                   |
| Mamadou Teliwel Diallo   | 4 juillet 1966    | 10 décembre 1968  | Gouverneur                   |
| Sékou Cherif             | 10 décembre 1968  | 16 mai 1969       | Gouverneur                   |
| Hamiata Mady Kaba        | 16 mai 1969       | 28 juillet 1971   | Gouverneur                   |
| Mankona Kouyate          | 28 juillet 1971   | 15 juin 1973      | Gouverneur                   |
| Aboubacar Kouyate        | 15 juin 1973      | 19 septembre 1978 | Gouverneur                   |
| El hadj Amadou Diallo    | 19 septembre 1978 | 22 décembre 1978  | Gouverneur                   |
| Amadou Dieng             | 22 décembre 1978  | 27 mars 1980      | Gouverneur                   |
| El hadj Boubacar Barry   | 27 mars 1980      | 3 avril 1984      | Gouverneur                   |
| Mamadou Cissoko          | 3 avril 1984      | 15 avril 1984     | Préfet et Capitaine          |
| Sékou Touré              | 22 avril 1984     | 5 juillet 1985    | Préfet et Adjudant-chef      |
| Ibrahima Blacki Bangoura | 5 juillet 1985    | 6 novembre 1985   | Préfet (par intérim[Quoi ?]) |
| El Hadj Amadou Diallo    | 6 novembre 1985   | 12 mars 1988      | Préfet et Lieutenant         |
| Mamadou Alpha Diallo     | 12 mars 1988      | 13 mars 1990      | Préfet et Commissaire        |
| Thierno Madiou Sow       | 13 mars 1990      | 7 mai 1991        | Préfet                       |
| Ibrahima Balde           | 7 mai 1991        | 5 septembre 1994  | Préfet                       |
| Thierno Hassane Diallo   | 5 septembre 1994  | 30 janvier 1996   | Préfet                       |
| Alpha Ousmane Diallo     | 30 janvier 1996   | 4 décembre 1996   | Préfet                       |
| Mamadou Pété Diallo      | 4 décembre 1996   | 5 août 1998       | Préfet                       |
| Amadou Tidiane Diallo    | 5 août 1998       | 9 janvier 2001    | Préfet                       |
| Mamadou Tounkara         | 9 janvier 2001    | 2004              | Préfet                       |
| Boubacar Barry           | 22 septembre 2020 |                   | Préfet                       |
| Colonel Mohamed Bangoura | 4 septembre 2021  |                   | Préfet                       |